# Xian de Mian
Pour les articles homonymes, voir Mian.
Le xian de Mian (勉县 ; pinyin : Miǎn Xiàn) est un district administratif de la province du Shaanxi en Chine. Il est placé sous la juridiction de la ville-préfecture de Hanzhong.

## Démographie
La population du district était de 416 545 habitants en 1999.